# Ostrówek (Poznań)
Ostrówek – dawne miasto zlokalizowane na niewielkiej wyspie pomiędzy Śródką a Ostrowem Tumskim, na terenie obecnego Poznania. 

## Historia

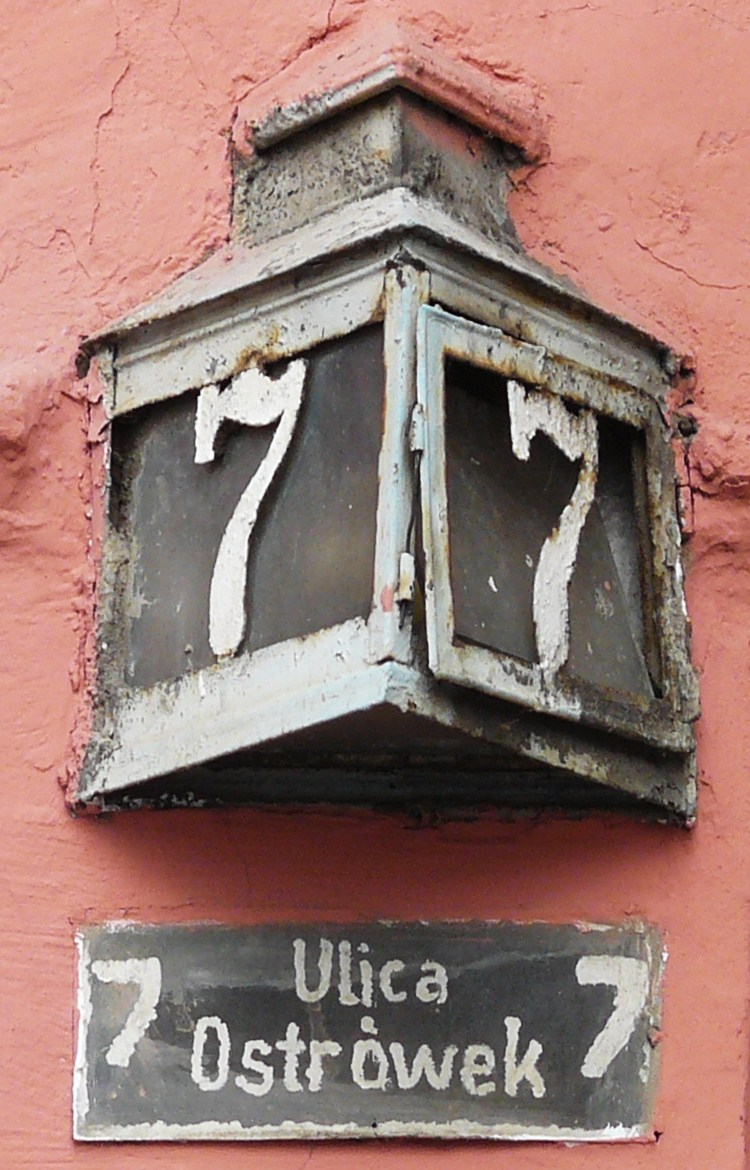
Stary numer domu

Miasto lokowane 18 sierpnia 1444 roku na prawie magdeburskim przywilejem króla Władysława Warneńczyka (osobna gmina miejska i osobne założenie urbanistyczne), zdegradowane w 1800 roku. Wciśnięte było pomiędzy i tak niewielką Śródkę a rzekę Cybinę, dopływ Warty, tuż przy Ostrowie Tumskim. Było to niegdyś najmniejsze miasto I Rzeczypospolitej, licząc zaledwie kilka domów i mając w różnych okresach swych dziejów od 100 do 300 mieszkańców (w 1800 – 302). Targi odbywały się w sobotę. Prawie całą substancję budowlaną strawił pożar, który wybuchł 29 maja 1577 około godziny 1.00. Zabudowa składała się z parterowych lub jednopiętrowych domów drewnianych i szachulcowych, która na przełomie XIX i XX wieku zaczęła ustępować okazałym kamienicom. Część z nich wyburzyli Niemcy w czasie II wojny światowej, część uległa zniszczeniu podczas walk o Poznań w 1945, a jeszcze inne zaniedbano w czasach PRL. 
W 1888 Ostrówek nawiedziła wielka powódź, która zalała cały teren dzielnicy. Do końca sierpnia 1939 poprzez Ostrówek kursowała linia tramwajowa nr 1 na Śródkę. W okresie międzywojennym ta część Poznania zasiedlona była przede wszystkim przez rzemieślników i robotników.
W mieszkaniu Ostrówek 7 w latach 1945–1951 odbywały się próby chłopięcego chóru i kwartetu wokalnego 2 poznańskiej drużyny harcerskiej, co upamiętnia stosowna tablica.

## Współczesność
Do czasów obecnych nie przetrwały żadne ślady ówczesnego założenia urbanistycznego, a jedyną pamiątką po miasteczku jest ulica Ostrówek, prowadząca z Mostu Jordana na Rynek Śródecki.
Otoczenie Śródki i Ostrówka jest obecnie przedmiotem działań rewitalizacyjnych władz miasta, z uwagi na wysoki stopień zaniedbań w okresie PRL. Zaniedbania te jednak pozwoliły zachować w tym rejonie unikatowy mikroklimat kulturowy, co jest istotne z punktu widzenia ciągłości kultury miejskiej. W 2017, podczas prac wykopaliskowych przy ul. Ostrówek, odkopano znaczne fragmenty po drewniano-glinianym domu z XV wieku oraz (nieco dalej od ulicy Ostrówek) elementy domu drewnianego z XVI wieku. 